# Destry Spielberg
Destry Allyn Spielberg (Los Ángeles, 1 de diciembre de 1996) es una directora de cine y actriz estadounidense. Es hija del director Steven Spielberg y de la actriz Kate Capshaw.

## Vida personal
Nació en Los Ángeles y es la hija biológica más joven de Steven Spielberg y su segunda esposa, Kate Capshaw. Tiene tres hermanas: Sasha Spielberg, Mikaela Spielberg y una media hermana Jessica Capshaw, así como tres hermanos: Sawyer Spielberg, Theo Spielberg y un medio hermano Max Spielberg. Mientras seguía una carrera en equitación, sufrió un accidente y se pasó al cine. A los 19 años, fue modelo para DT Model Management. Está comprometida con el actor Genc Legrand.

## Carrera
Interpretó papeles menores en la miniserie I Know This Much Is True y la película Licorice Pizza y realizó trabajos de asistente de producción y utilería en las películas de su padre. Tras encontrar un éxito limitado en la actuación, produjo, dirigió y protagonizó su propio cortometraje, Rosie, en 2019, que se proyectó en el Festival Internacional de Cine de Soho.
En 2022, dirigió el cortometraje Let Me Go (The Right Way), protagonizado por Brian d'Arcy James, que se estrenó en Tribeca y ganó el premio al Mejor Thriller en el Festival de Cine de Mujeres de la Ciudad de los Ángeles. El corto, protagonizado por el hijo de Sean Penn, Hopper Penn, y escrito por el hijo de Stephen King, Owen King, atrajo críticas de Franklin Leonard y provocó acusaciones de nepotismo. Spielberg lo negó, reconoció sus privilegios y citó sus luchas, pero luego borró el tuit. El corto fue visto por Basil Iwanyk, quien le ofreció su primera película. En diciembre de 2022, se anunció que dirigiría Four Assassins (And A Funeral) para Thunder Road Films.
En 2024, hizo su debut como directora de largometrajes con Please Don't Feed the Children, protagonizada por Michelle Dockery.